# Schoenoxiphium sparteum
Schoenoxiphium sparteum là loài thực vật có hoa trong họ Cói. Loài này được (Wahlenb.) C.B.Clarke miêu tả khoa học đầu tiên năm 1908.